# MVO-zelfverklaring
Met een MVO-zelfverklaring kan een bedrijf of organisatie MVO-ambities aan belanghebbenden kenbaar maken dat het de norm ISO 26000 implementeert.
Een MVO-zelfverklaring is derhalve geen certificatie of keurmerk.
Ook de norm ISO 26000 zelf is niet certificeerbaar, maar een richtlijn om MVO handvatten te geven.
Om MVO-ambities kracht bij te zetten kunnen deze worden gepubliceerd op het “Publicatieplatform ISO 26000” bij het Nederlands Normalisatie-instituut. Hiermee is het eveneens geen certificering. 

## Verificatie
Om aan te tonen dat gedane beweringen in de zelfverklaring correct zijn, kan de rapportage door een onafhankelijke externe partij worden getoetst op waarheid. Ook dan is het geen certificering, omdat er niet beoordeeld wordt of hetgeen beweerd wordt daadwerkelijk de juiste wijze is.
Een toetsing kan men laten uitvoeren bij een MVO-wijzer aangesloten Partner.

## Certificatie en keurmerk
Daadwerkelijk MVO certificeren impliceert dat de verklaring wordt gegarandeerd. Dit kan men doen met een MVO-prestatieladder.
Een keurmerk kan worden gegeven na toetsing bij een organisatie waar de Raad voor Accreditatie toezicht houdt.